# Прогноз (научно-исследовательские спутники)
«Прогноз» — серия советских и российских специализированных научно-исследовательских спутников Земли, созданных в НПО им. С. А. Лавочкина и предназначенных для изучения солнечной активности, влияния её на магнитосферу и ионосферу Земли и проведения астрофизических исследований. Основной их задачей было исследование космических лучей солнечного происхождения. Предполагалось, что полученные с помощью этих спутников данные позволят прогнозировать возникновение опасных для пилотируемой космонавтики радиационных потоков, порождаемых вспышками на Солнце.
Спутники серии «Прогноз» запускались с 1972 по 1996 год на высокоапогейные эллиптические орбиты. Всего было запущено 12 аппаратов. Конструкция спутников «Прогноз» предусматривала изменение состава устанавливаемой научной аппаратуры, благодаря чему они широко использовались для международных исследований по программе Интеркосмос. С их помощью проводились совместные эксперименты с научными организациями ЧССР, Венгрии, Франции, Швеции и других стран по изучению физических процессов в околоземном и межпланетном пространстве и в дальнем космосе.

## Конструкция
Спутники «Прогноз» были выполнены в виде герметичного цилиндрического контейнера диаметром 150 см и высотой 120 см, закрытого полусферическими днищами. На днище устанавливалась рама с датчиками системы ориентации, антеннами радиотехнического комплекса и научными датчиками. На цилиндрической части корпуса размещались микродвигатели ориентации и запас сжатого газа для них, научные приборы и четыре панели солнечных батарей с размахом 6 метров и общей площадью 7 м², на их концах находились штанга магнитометра, измерительные приборы и антенны научной аппаратуры. Внутри герметичного корпуса, где поддерживался постоянный тепловой режим, были размещены аккумуляторы, научная аппаратура, приборы радиотехнического комплекса и системы ориентации спутника. Стабилизация положения спутника в пространстве обеспечивалась его вращением вокруг оси, направленной на Солнце. Конструкция спутников позволяла без проведения дополнительных испытаний всего аппарата изменять состав устанавливаемых приборов и решать в каждом полёте новые научные задачи. Спутники «Прогноз» имели бортовое запоминающее устройство, позволяющее накапливать информацию и передавать её на Землю во время очередного сеанса связи.
Базовый аппарат имел название «СО» («солнечный объект»). Срок его гарантийной работы составлял 90 дней. Было изготовлено и запущено три спутника этого типа («Прогноз» с 1 по 3). Все они проработали значительно дольше гарантийного срока. После модернизации бортовых систем аппарат получил название «СО-М», гарантийный срок увеличился до 180 дней. Продолжительность работы модернизированных аппаратов («Прогноз» с 4 по 10) также превысила гарантированную. Для международного эксперимента «Интербол» в 1995 году были созданы аппараты нового поколения «СО-М2», с увеличенным до 1 года гарантийным сроком, при этом «Прогноз-11» («Интербол-1») проработал на орбите более пяти лет, а «Прогноз-12» («Интербол-2») — около двух с половиной лет.
Первые десять спутников «Прогноз» были построены по документации и под наблюдением НПО им. Лавочкина на машиностроительном заводе «Вымпел», основной специализацией которого были разработка и изготовление наземного испытательного оборудования для космической техники. Аппараты типа СО-М2 для проекта «Интербол» изготавливались непосредственно в НПО им. Лавочкина. При разработке и производстве аппаратов серии «Прогноз»  создавались и отрабатывались новые технологии наземной подготовки спутников, позволившие доставлять их на космодром в состоянии практически полной готовности и свести к минимуму проверки аппаратов перед пуском.

## Орбиты и средства выведения
Для выполнения спутниками «Прогноз» их научных задач требовалось большое удаление от Земли, а для регистрации научных данных в реальном времени они должны были длительное время находиться в зоне видимости пунктов управления. Исходя из этих требований и возможностей имеющихся средств выведения были выбраны эллиптические орбиты с перигеем 500—900 км, апогеем 200 000 км, наклонением 65° и периодом обращения четверо суток. Спутники на такой орбите могли подвергаться сильному возмущающему влиянию Луны, поэтому по разработанной в НПО им. С. А. Лавочкина методике для каждого запуска выбирались дата и время, позволяющие минимизировать действующие на аппарат возмущения и обеспечить длительную устойчивость его орбиты. Это позволило обойтись без сложной и тяжелой автономной корректирующей установки на борту спутника.
Спутники «Прогноз» выводились носителем Молния-М с разгонным блоком «Л» на начальную орбиту с апогеем 500 км, перигеем 235 км и наклонением 65°, а с неё — на целевую высокоапогейную эллиптическую орбиту. В разгонном блоке «Л» для запусков по программе «Прогноз» были доработаны баки окислителя и система управления. Эта модификация блока «Л», использовавшаяся для запусков аппаратов «СО» и «СО-М» («Прогноз» с номерами 1—10) с Байконура, получила обозначение «СО/Л». Спутники типа «СО-М2» («Прогноз» 11 и 12) запускались с Плесецка, с использованием разгонного блока модификации «2БЛ», применявшейся и для запусков военных спутников УС-К.

## Список спутников серии «Прогноз»
| Спутники серии «Прогноз»        | Спутники серии «Прогноз» | Спутники серии «Прогноз» | Спутники серии «Прогноз» | Спутники серии «Прогноз» | Спутники серии «Прогноз» | Спутники серии «Прогноз» | Спутники серии «Прогноз» | Спутники серии «Прогноз» | Спутники серии «Прогноз» | Спутники серии «Прогноз» | Спутники серии «Прогноз»       | Спутники серии «Прогноз» | Спутники серии «Прогноз»  |
| Название                        | Тип                      | Дата запуска             | Космодром                | NSSDC ID                 | SCN                      | Масса, кг                | Апогей, км               | Перигей, км              | Наклонение, град.        | Период обращения, час.   | Продолжительность работы, дней | Назначенный ресурс, дней | Прекращение существования |
| ------------------------------- | ------------------------ | ------------------------ | ------------------------ | ------------------------ | ------------------------ | ------------------------ | ------------------------ | ------------------------ | ------------------------ | ------------------------ | ------------------------------ | ------------------------ | ------------------------- |
| «Прогноз-1»                     | СО                       | 14-04-1972               | Байконур                 | 1972-029A                | 5941                     | 845                      | 201 000                  | 965                      | 65                       | 97                       | 165                            | 90                       | 31-03-1981                |
| «Прогноз-2»                     | СО                       | 29-06-1972               | Байконур                 | 1972-046A                | 6068                     | 845                      | 201 000                  | 551,4                    | 65                       | 97                       | 173                            | 90                       | 15-12-1982                |
| «Прогноз-3»                     | СО                       | 15-02-1973               | Байконур                 | 1973-009A                | 6364                     | 836                      | 200 270                  | 590                      | 65                       | 96                       | 405                            | 90                       | 31-12-1976                |
| «Прогноз-4»                     | СО-М                     | 22-12-1975               | Байконур                 | 1975-122A                | 8510                     | 893                      | 199 000                  | 634                      | 65                       | 95,7                     | 141                            | 90                       | 31-12-1977                |
| «Прогноз-5»                     | СО-М                     | 25-11-1976               | Байконур                 | 1976-112A                | 9557                     | 896                      | 195 120                  | 498                      | 65                       | 95,2                     | 238                            | 180                      | 12-07-1979                |
| «Прогноз-6»                     | СО-М                     | 22-09-1977               | Байконур                 | 1977-093A                | 10370                    | 894                      | 197 885                  | 495,5                    | 65,4                     | 94,8                     | 184                            | 180                      | 16-01-2019                |
| «Прогноз-7»                     | СО-М                     | 30-10-1978               | Байконур                 | 1978-101A                | 11088                    | 940                      | 199 300                  | 467                      | 65                       | 95,7                     | 227                            | 180                      | 22-10-1980                |
| «Прогноз-8»                     | СО-М                     | 25-12-1980               | Байконур                 | 1980-103A                | 12116                    | 934                      | 198 770                  | 556,5                    | 65                       | 95,4                     | 272                            | 180                      | 28-12-1984                |
| «Прогноз-9»                     | СО-М                     | 01-07-1983               | Байконур                 | 1983-067A                | 14163                    | 933                      | 727 620                  | 361                      | 65,3                     | 609.6                    | 302                            | 180                      | н/д                       |
| «Прогноз-10» («Интеркосмос-23») | СО-М                     | 26-04-1985               | Байконур                 | 1985-033A                | 15661                    | 933                      | 200 000                  | 400                      | 65                       | 96                       | 200                            | 180                      | 12-01-1994                |
| «Прогноз-11» («Интербол-1»)     | СО-М2                    | 03-08-1995               | Плесецк                  | 1995-039A                | 23632                    | 1250                     | 198 770                  | 505                      | 63,8                     | 91,7                     | 1901                           | 360                      | 16-10-2000                |
| «Прогноз-12» («Интербол-2»)     | СО-М2                    | 29-08-1996               | Плесецк                  | 1996-050C                | 24293                    | 1370                     | 19 140                   | 782                      | 62,8                     | 5,8                      | 885                            | 360                      | На орбите                 |

## Научная программа

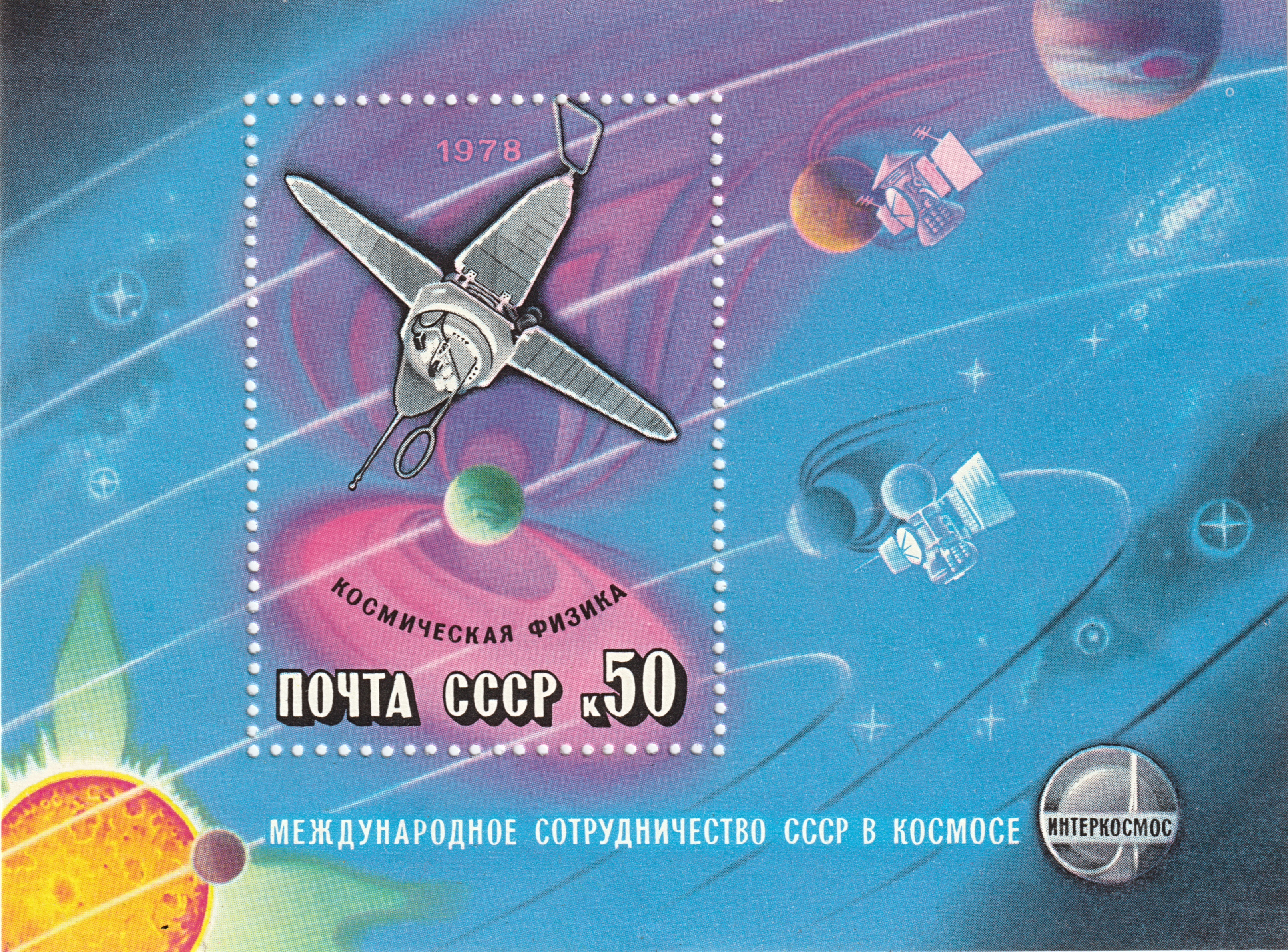
Почтовый блок СССР с изображением спутника «Прогноз»

Со спутников серии «Прогноз» в СССР началось систематическое изучение межпланетной среды с помощью специально созданных для этого космических аппаратов. На всех аппаратах этой серии проводились исследования солнечных вспышек и дозиметрические измерения связанной с ними радиационной обстановки в околоземном пространстве в интересах службы радиационной безопасности пилотируемых полётов, а также фундаментальные научные исследования солнечно-земных связей — изучение солнечного ветра и его взаимодействия с магнитосферой Земли, потоков энергичных частиц солнечного происхождения, ультрафиолетового, рентгеновского и гамма-излучения Солнца, не доступных при наблюдениях с Земли. Начиная с «Прогноза-2» на борту аппаратов устанавливалась научная аппаратура, произведенная не только в СССР, но и в других странах. В каждом следующем запуске повышалась точность установленных на спутниках научных приборов и увеличивался объём проводимых исследований, которые увязывались также с международными космическими программами. Спутники «Прогноз» с установленными на них комплексами научной аппаратуры, стали уникальной системой для исследования солнечной активности и ее влияния на околоземную среду. С их помощью изучались три существенно разные по свойствам области околоземного пространства: магнитосфера, прилегающая к ней межпланетная среда, практически не подверженная влиянию магнитного поля Земли, и разделяющая их область взаимодействия солнечной плазмы с магнитосферой — магнитопауза, подверженная наибольшим возмущениям. Возможности аппаратов серии «Прогноз» по установке различной научной аппаратуры позволили задействовать их и для изучения дальнего космоса — построения карты небесной сферы в ультрафиолетовом и радиодиапазоне, исследования реликтового излучения и галактических рентгеновских и гамма-источников.

### Спутники типа «СО»
В 1972—1973 годах c космодрома Байконур на орбиты с апогеем около 200 000 км и периодом обращения четверо суток были запущены три спутника типа «СО» («Прогноз» с номерами 1—3 или по заводской нумерации СО 501 — СО 503). При гарантийном сроке 90 суток, определяемом в основном возможностями аккумуляторных батарей, каждый из спутников серии «СО» проработал на орбите значительно дольше. Задачами научных исследований для этих спутников были изучение радиационной активности Солнца, физики солнечных вспышек и свойств межпланетной среды. Исследования проводились в интересах научных организаций и службы радиационной безопасности пилотируемых космических программ.

#### «Прогноз-1»
На спутнике «Прогноз-1» были начаты исследования, продолженные впоследствии на всех аппаратах серии — измерение радиационной активности Солнца в интересах службы радиационной безопасности пилотируемых полётов, исследование физических процессов в солнечных вспышках и космических лучей солнечного происхождения, изучение межпланетной среды и взаимодействия магнитосферы Земли с солнечным ветром. Срок работы спутника составил 165 дней.

#### «Прогноз-2»
На аппарате «Прогноз-2» была продолжена программа «Прогноза-1», а также проводились эксперименты с помощью французских приборов «Калипсо» для изучения солнечного ветра и внешних областей магнитосферы и «СНЕГ-1» для исследования гамма-излучения Солнца и нейтронов солнечного происхождения. Спутник работал на орбите 173 дня. В июле и августе 1972 года были зафиксированы четыре экстремально сильных солнечных вспышки, впервые наблюдавшихся в космической среде, и проведено изучение плазмы солнечного ветра в порождённых этими вспышками межпланетных ударных волнах. Одновременно эти явления регистрировались и на американских межпланетных аппаратах «Пионер-9» и «Пионер-10»

#### «Прогноз-3»
На «Прогнозе-3» были продолжены исследования гамма- и ренгеновского излучения Солнца, солнечных нейтронов и солнечного ветра, начатые на «Прогноз-1» и «Прогноз-2». Спутник проработал 405 дней, более чем вчетверо превысив назначенный ресурс

### Спутники типа «СО-М»
Аппараты типа «СО-М» были модернизацией базовой модели «СО» с доработанными бортовыми системами и увеличенным до 180 дней гарантийным сроком службы. Количество научной аппаратуры на борту было также увеличено. С 1975 по 1985 годы c космодрома Байконур было запущено семь спутников этого типа («Прогноз» с номерами с 4 по 10, по заводской нумерации СО-М 504 — СО-М 510).

#### «Прогноз-4»
Продолжение исследований солнечной радиации, магнитосферы Земли и солнечного ветра c помощью расширенного, по сравнению с предыдущими аппаратами серии, набора приборов. Назначенный срок существования «Прогноза-4», первого аппарата модифицированной серии, составлял 90 дней, как и у аппаратов предыдущей модификации. Спутник проработал на орбите 141 день. Во время полёта начаты исследования бесстолкновительных ударных волн и горячей плазмы на границе земной плазмосферы. Изучался состав и энергетические спектры энергичных атомных ядер, низкочастотные колебания в магнитосферной и межпланетной плазме, рентгеновское излучение Солнца. Эксперименты на спутнике увязывались с наблюдениями за процессами в ионосфере с помощью геофизических ракет в рамках международных магнитосферных исследований по программе «Интеркосмос».

#### «Прогноз-5»
Продолжение изучения солнечной радиации и программы международных магнитосферных исследований. Обновлён и расширен состав научной аппаратуры, позволяющий проводить измерения с большей точностью. Спутник проработал на орбите 238 дней, за это время проводилось изучение взаимодействия магнитосферы Земли с солнечным ветром, измерения температуры, концентрации, направления и скорости движения протонов в межпланетной среде, определение положения головной ударной волны, исследование холодной плазмы в магнитосфере Земли, низкочастотных полей в межпланетной плазме, нейтрального и ионизированного гелия в межпланетной среде. C помощью французского прибора «Калипсо-2» изучались параметры и состав солнечного ветра. Установленные на спутнике приборы, разработанные по программе «Интеркосмос», исследовали потоки сверхгорячей (60 000 000 K) плазмы при солнечных вспышках и энергетические характеристики звёздного ветра
.

#### «Прогноз-6»
Изучение солнечной радиации и космического пространства. Вместе с приборами советского производства на спутнике были установлены совместные советско-французские эксперименты «Галактика» для изучения галактических источников ультрафиолетового излучения и отработки методик космической ультрафиолетовой астрономии, «Жемо-С2» для изучения корпускулярных потоков Солнца и их взаимодействия с магнитным полем Земли, «Снег-2МП» для изучения солнечного и галактического гамма- и рентгеновского излучения и поиска гамма-всплесков. Эксперимент «Снег-2МП» проводился совместно с французским спутником «СНЕГ-3». Также на «Прогнозе-6» изучались магнитные поля, энергетические спектры и состав энергичных атомных ядер в солнечном ветре и космических лучах. Спутник работал на орбите 184 дня, за время полёта зафиксировано несколько фаз развития мощной солнечной вспышки, обнаружено несколько гамма-всплесков космического происхождения, с помощью совместных с космическими аппаратами «СНЕГ-3» и «Гелиос» наблюдений осуществлена локализация гамма-всплеска, изучено распределение ультрафиолетового излучения в Млечном пути.

#### «Прогноз-7»
Изучение солнечной радиации, космического пространства и магнитосферы Земли. Установленная на борту спутника научная аппаратура включала, как и на «Прогнозе-6», советско-французские эксперименты «Жемо-С2», «Галактика» и «СНЕГ-2МП». «СНЕГ-2МП» работал в составе межпланетной триангуляционной сети, совместно с экспериментами «Снег-2МЗ» на станциях «Венера-11» и «Венера-12». Для исследования солнечного ветра и магнитосферной плазмы на спутнике были установлены приборы, созданные советскими, венгерскими, чехословацкими и шведскими учёными. С помощью масс-спектрометрических методов был определён химический состав ионов солнечного ветра, в котором впервые были обнаружены тяжёлые ионы кислорода, кремния и железа. Обнаружено пять типов потоков солнечного ветра, генерируемого различными областями и структурами в солнечной короне. Проводилось изучение полярного каспа и хвоста магнитосферы. Было зафиксировано несколько десятков гамма-всплесков, обнаружен и локализован самый мощный из известных гамма-всплесков, порождённый пульсаром в Большом Магеллановом Облаке, открыт новый тип рентгеновских пульсаров. Время работы аппарата на орбите составило 227 дней.

#### «Прогноз-8»
Отработка методов определения границ ударной волны с помощью разработанных ИКИ и Пражским университетом приборов для будущего международного эксперимента «Интершок». Продолжение советско-шведских масс-спектрометрических измерений солнечного ветра и магнитосферной плазмы, продолжение исследований солнечной радиации, советско-польский эксперимент по измерению рентгеновского излучения Солнца. Спутник проработал на орбите 272 дня, за это время зарегистрировано 15 солнечных вспышек различной интенсивности, получены данные о 10 пересечениях спутником головной ударной волны на границе земной магнитосферы.

#### «Прогноз-9», эксперимент «Реликт-1»

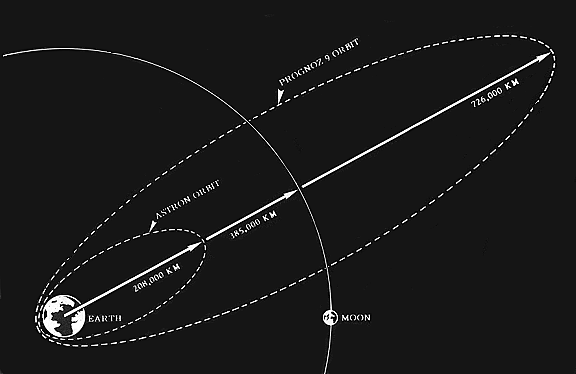
Орбиты Луны и запущенных в 1983 году научно-исследовательских спутников «Прогноз-9» и «Астрон»

Международный эксперимент «Реликт-1» по изучению космического реликтового излучения. Для уверенного приёма слабого реликтового излучения и исключения создаваемых Землёй помех спутник был выведен уникальную орбиту с апогеем 727 620 км, вдвое дальше, чем расстояние от Земли до Луны. С помощью малогабаритного радиотелескопа «Реликт» спутник осуществлял картографирование небесной сферы на частоте 37 ГГц. Также на спутнике был установлен французский прибор «СНЕГ-2М9» для регистрации гамма-всплесков космического и солнечного происхождения, приборы для измерения рентгеновского излучения Солнца, параметров плазмы и магнитных полей в межпланетном пространстве. Спутник проработал на орбите 302 дня, в ходе его полёта и обработки полученных данных была составлена карта распределения реликтового излучения и впервые в истории экспериментально обнаружена его анизотропия, теоретически предсказываемая космологическими моделями, хотя уровень этой анизотропии оказался ниже ожидаемого и впоследствии обнаружение в эксперименте «Реликт-1» анизотропии реликтового излучения оспаривалось из-за недостаточной точности измерений. За время работы «Прогноза-9» им было обнаружено 75 гамма-всплесков, в том числе повторяющихся от одного источника, расположенного около центра Галактики, в созвездии Стрельца. Также были измерены характеристики 8-ми солнечных вспышек.

#### «Прогноз-10» («Интеркосмос-23»), проект «Интершок»
В международном проекте «Интершок», продолжившем программу исследования солнечно-земных связей, изучались структура и характеристики магнитопаузы и ударных волн, возникающих при взаимодействии солнечного ветра с магнитосферой Земли. Для этого в 1985 году на орбиту с перигеем 400 км, апогеем 200 000 км и наклонением 65° был запущен спутник «Прогноз-10» (другое название — «Интеркосмос-23») с научной аппаратурой, разработанной специалистами СССР, ЧССР, ПНР и ГДР. Для определения структуры ударной волны в состав комплекса научной аппаратуры спутника были включены информационная система ОРИОН для регистрации и запоминания данных с высоким разрешением, не обеспечиваемым стандартной системой телеметрии, и бортовая вычислительная машина БРОД, предсказывающая и определяющая момент пересечения ударной волны и организующая быстрый опрос большого количества приборов. Спутник проработал на орбите 200 дней.

### Спутники типа «СО-М2» (проект «Интербол»)
Международный проект «Интербол» был посвящён изучению взаимодействия солнечного ветра с магнитосферой Земли и явлений, возникающих в ионосфере во время магнитосферных суббурь. Проект был частью широкой программы исследования околоземного пространства, осуществлявшейся космическими агентствами разных стран и координировавшейся международной группой IACG (Inter-Agency Consultative Group for Space Science). Для его реализации на базе спутников семейства «Прогноз» было создано новое поколение аппаратов, получившее обозначение «СО-М2» (в литературе встречается также наименование «Прогноз-М» или «Интербол»), приспособленных для длительной работы в условиях многократного пересечения радиационных поясов и имеющих увеличенный срок службы. Масса аппаратов и количество установленного на них оборудования также увеличились. При гарантийном сроке в один год ожидалось, что каждый аппарат проработает на орбите не менее двух лет. В 1995—1996 годах c космодрома Плесецк было запущено два спутника этого типа — «Прогноз-11» («Интербол-1», заводское обозначение СО-М2 511) и «Прогноз-12» («Интербол-2», заводское обозначение СО-М2 512).
3 августа 1995 года был произведен парный запуск «Прогноз-11» и чешского микроспутника «Магион-4», выведенных на орбиту с апогеем 200 000 км, перигеем 500 км и наклонением 63°. Эти, совместно работающие, спутники исследовали явления в «хвосте» магнитосферы и получили название «хвостовой зонд».
29 августа 1996 года были запущены «Прогноз-12» и «Магион-5», выведенные на орбиту с апогеем 20 000 км и таким же, как для первого запуска, наклонением. В том же пуске был выведен аргентинский микроспутник ДЗЗ «Mu-Sat». «Прогноз-12» и «Магион-5» исследовали внутреннюю магнитосферу и авроральные области («авроральный зонд»).
С помощью двух зондов, работающих на различных орбитах, в ходе проекта «Интербол» изучалась связь явлений в хвосте магнитосферы с процессами в её полярных каспах и верхней ионосфере. Использование в составе каждого зонда двух совместно работающих аппаратов «Прогноз» и «Магион», следующих на расстоянии друг от друга и проводящих измерения с различным разрешением, позволило определять пространственные и временные вариации изучаемых явлений. Кроме работы по проекту «Интербол» на спутниках проводились измерения радиационной обстановки в космосе, эксперименты по работе различных типов солнечных батарей при многократном пересечении радиационных поясов Земли. Спутник «Прогноз-12» проработал на орбите более двух с половиной лет, а «Прогноз-11» — более пяти лет.

## Результаты программы
В результате полётов спутников «Прогноз» был накоплен большой материал для службы радиационной безопасности пилотируемых космических программ. С их помощью также оценивалась текущая радиационная обстановка во время работы экипажей на станциях «Салют». Полученные данные были использованы для формирования требований к радиационной стойкости новых космических аппаратов. Научные исследования, проводившиеся на спутниках «Прогноз» позволили построить картину физических процессов, протекающих в околоземном пространстве и их связи с процессами в межпланетной среде, получить большое количество новых данных о взаимодействии солнечного ветра с магнитосферой Земли. Была построена карта небесной сферы в 8-миллиметровом радиодиапазоне, составлены каталоги солнечных вспышек, проведено исследование солнечных космических лучей и солнечной активности в рентгеновском и ультрафиолетовом диапазонах в течение одиннадцатилетнего цикла. Проводилось также наблюдение известных и обнаружение новых галактических рентгеновских источников.
Недостатком первого поколения спутников «Прогноз» (типов «СО» и «СО-М») было сравнительно небольшое время их работы, определяемое в первую очередь ресурсом аккумуляторных батарей. Хотя практически каждый из них превысил гарантийный срок, на орбите никогда не было двух работающих аппаратов одновременно. Из-за этого было невозможно калибровать приборы по сравнению результатов с одновременно работающих спутников, что снижало точность и достоверность измерений. Также нарушалась преемственность с предыдущими измерениями, поскольку аппаратура и её состав на спутниках непрерывно модернизировались.
Осуществленный с помощью последних двух спутников серии «Прогноз» проект «Интербол» стал одной из самых успешных советских и российских программ по исследованию околоземного космического пространства. Объём данных, собранных в ходе проекта, превышает весь суммарный объём данных по солнечно-земной физике, полученный в исследованиях, проводимых ранее в СССР и в России в течение примерно тридцати лет. Сосредоточенный архив программы «Интербол», хранящийся в ИКИ РАН, включает более 300 Гбайт научных данных. Информация, поступавшая со спутников проекта, доступна для международного научного сообщества через всемирную базу данных Центра Годдарда NASA. На основе данных проекта «Интербол» опубликовано более 500 статей, значительная часть которых написана в рамках международного сотрудничества.

### Комментарии
1. 1 2  Ресурс «Gunter’s space page» приводит данные о, возможно, готовившемся запуске ещё одного аппарата типа «СО-М» (СO-M 511)[15]
2. ↑  Даты прекращения существования спутников приведены по данным Космического каталога.
3. ↑  Бесстолкновительные ударные волны -  скачки температуры, плотности, магнитного поля и других параметров плазмы, фронт которых имеет намного меньшую толщину, чем длина свободного пробега частиц[16]
4. 1 2  Полярные каспы — воронкообразные области в магнитосфере, возникающие в приполярных областях, на геомагнитных широтах ~ 75°, при взаимодействии солнечного ветра с магнитным полем Земли. Через каспы частицы солнечного ветра проникают в ионосферу, нагревают её и вызывают полярные сияния[40].
5. ↑  Хвост магнитосферы. Архивировано 5 сентября 2019 года. — область магнитосферы на ночной стороне Земли, простирающаяся на расстояние до 1 500 000 км. Силовые линии магнитного поля в хвосте разомкнуты, линии разной полярности разделены слоем высокотемпературной плазмы, окружающим нейтральный слой. Плазменный слой является резервуаром заряженных частиц, формирующих радиационные пояса Земли.